# Cratogeomys zinseri
La tuza de Zinser (Cratogeomys zinseri) es una especie de roedor geómido endémica de México, únicamente registrada en el municipio de Lagos de Moreno, Jalisco. En la década de 2000, se hicieron estudios de ADN nuclear y mitocondrial que parecen sugerir que en realidad se trata de una población de Cratogeomys fumosus.